# 瞿云白
瞿云白（1902年—1958年1月27日），小名阿耘，后改名昀白，瞿秋白二弟。中国政治人物。

## 生平
瞿云白毕业于北京俄文政法专科学校，并参加了五四运动。到瞿秋白任教的上海大学读书，并加入中国共产党。在上海大学学习期间，被派往上海总工会参加革命工作。1925年，又被中共地下党派往苏联莫斯科中山大学学习，因学习成绩突出，毕业后在联共(布)的中央出版局担任翻译。1930年奉命回国，在上海参加党的秘密工作。1931年以开办绸布庄作掩护，在上海周家嘴路绸布庄内设立中共秘密印刷厂。1932年，又以一家住宅式店铺为掩护，设立上海全总秘密印刷所。后被捕入狱，羁押在苏州国民党反省院，后来变节，转投《扫荡报》工作。中华人民共和国成立后，瞿云白受到3年管制（1953年7月解除），被安排在中国人民大学担任俄文译员。1958年1月27日病故。